# Fynn Otto
Fynn Otto (* 8. März 2002 in Gießen) ist ein deutscher Fußballspieler. Er ist defensiv variabel einsetzbar und steht seit Sommer 2024 beim SC Verl unter Vertrag. Darüber hinaus war Otto Nachwuchsnationalspieler.

## Karriere

### Verein
Fynn Otto begann mit dem Fußballspielen beim TSV Ostheim/Butzbach, einem Verein aus der rund 26.000 Einwohner zählenden Stadt Butzbach im hessischen Wetteraukreis. Über den SV Nieder-Weisel, ebenfalls in Butzbach beheimatet, wechselte er in das Nachwuchsleistungszentrum von Eintracht Frankfurt und spielte nun in den Jugendmannschaften der Frankfurter. Im Herbst 2019 kam er in den Testspielen beim Regionalligisten FC Gießen – 90 Minuten als Innenverteidiger – und zwei Wochen später gegen den Zweitligisten SV Sandhausen für die Profimannschaft zum Einsatz. Zum 1. Juli 2020 trat sein bis 2023 laufender Profivertrag, den er im Januar des Jahres abgeschlossen hatte, in Kraft; Otto kam aber weiterhin in der A-Jugend (U19) zum Einsatz, wobei die Saison später abgebrochen wurde.
Zur Spielzeit 2021/22 wurde der Defensivakteur für ein Jahr an den Drittligisten Hallescher FC verliehen. Dort konnte er sich allerdings nicht durchsetzen und kam nur auf 10 Drittligaeinsätze, wobei er 2-mal in der Startelf stand.
Zur Saison 2022/23 kehrte Otto zur Frankfurter Eintracht zurück und wurde in die neugegründete zweite Mannschaft in der fünftklassigen Hessenliga integriert.
Im Sommer 2024 wechselte er zum SC Verl.

### Nationalmannschaft
Bei Eintracht Frankfurt spielte sich Fynn Otto in den Kader der deutschen Juniorennationalmannschaften. Am 13. September 2017 debütierte er im Freundschaftsspiel in Schwendau gegen Österreich für die deutsche U16. Für diese Altersklasse absolvierte Otto neun Spiele und schoss dabei ein Tor. In der Folgezeit gehörte er zum Kader der U18-Nationalmannschaft sowie der U19, kam aber nicht zum Einsatz.